# Keith Campbell (motociclista)
Keith Ronald Campbell (Melbourne, Australia, 2 de octubre de 1931 - Cadours, Francia, 13 de julio de 1958) fue un piloto de motociclismo profesional australiano.
Keith Campbell creció en el suburbio de Melbourne de Prahran con la ambición de ser un campeón de motociclismo. Se convirtió en el primer campeón del mundo de motociclismo de Australia cuando ganó el Campeonato Mundial FIM de 350cc de 1957 como miembro del equipo de carreras de fábrica de Moto Guzzi.
Se casó con Geraldine, la cuñada del piloto británico Geoff Duke y volvió a Australia en su luna de miel en diciembre de 1957. Regresó a Europa como piloto estrella en el Gran Premio de Cadours de 500cc, cerca de Toulouse, en Francia. Según un informe de un periódico, en los entrenamientos había batido todos los récords del circuito, rodando a 71.5 millas por hora. Él estaba liderando la carrera cuando no pudo dar la vuelta a una curva conocida como Cox's Corner, se estrelló y murió al instante. Se decía que su causa de muerte era una fractura de cráneo. Esta misma curva se cobró la vida del francés Raymond Sommer en 1950 y el circuito se nombra en su honor. La esposa de Campbell, Geraldine, estaba observando la carrera desde los boxes, pero no vio el accidente.
Pocos meses antes de morir, estuvo inscrito con un Maserati privado para el Gran Premio de Mónaco de 1958 de Fórmula 1, pero se retiró del evento.

## Resultados en el Campeonato del Mundo
Sistema de puntuación desde 1950 hasta 1968:
| Posición | 1.º | 2.º | 3.º | 4.º | 5.º | 6.º |
| Puntos   | 8   | 6   | 4   | 3   | 2   | 1   |

### Carreras por año
| Año  | Cat.  | Equipo     | 1       | 2       | 3       | 4       | 5       | 6       | 7     | 8       | 9     | Pts. | Pos. |
| ---- | ----- | ---------- | ------- | ------- | ------- | ------- | ------- | ------- | ----- | ------- | ----- | ---- | ---- |
| 1950 | 250cc | Excelsior  | IOM -   | SUI -   | ULS 6   | NAT -   |         |         |       |         |       | 1    | 17.º |
| 1953 | 350cc | Norton     | IOM -   | NED -   | BEL Ret |         | FRA -   | ULS -   | SUI - | NAT -   |       | 0    | -    |
| 1953 | 500cc | Norton     | IOM -   | NED Ret | BEL 15  |         | FRA -   | ULS -   | SUI - | NAT -   | ESP - | 0    | -    |
| 1954 | 500cc | Norton     | FRA -   | IOM -   | ULS -   | BEL 5   | NED Ret | GER -   | SUI - | NAT -   | ESP - | 2    | 19.º |
| 1955 | 350cc | Norton     |         | FRA -   | IOM -   | GER 9   | BEL 3   | NED -   | ULS - | NAT Ret |       | 4    | 11.º |
| 1955 | 500cc | Norton     |         | FRA -   | IOM -   | GER Ret | BEL -   | NED Ret | ULS - | NAT Ret |       | 0    | -    |
| 1957 | 350cc | Moto Guzzi | GER -   | IOM 2   | NED 1   | BEL 1   | ULS 1   | NAT -   |       |         |       | 30   | 1.º  |
| 1957 | 500cc | Moto Guzzi | GER -   | IOM 5   | NED Ret | BEL Ret | ULS Ret | NAT -   |       |         |       | 2    | 15.º |
| 1958 | 350cc | Norton     | IOM 7   | NED 3   | BEL 3   | GER -   | SWE -   | ULS -   | NAT - |         |       | 8    | 7.º  |
| 1958 | 500cc | Norton     | IOM Ret | NED Ret | BEL 2   | GER -   | SWE -   | ULS -   | NAT - |         |       | 6    | 9.º  |

| Color     | Resultado                                                               |
| --------- | ----------------------------------------------------------------------- |
| Oro       | Ganador                                                                 |
| Plata     | 2.ª plaza                                                               |
| Bronce    | 3.ª plaza                                                               |
| Verde     | Finalizó en los puntos                                                  |
| Azul      | Finalizó sin puntos                                                     |
| Azul      | NC - No clasificado                                                     |
| Violeta   | Ret - No terminó (Carrera)                                              |
| Rojo      | DNQ - No se clasificó                                                   |
| Negro     | DSQ - Descalificado                                                     |
| Blanco    | DNS - No empezó (carrera)                                               |
| Blanco    | WD - Retirado (fin de semana)                                           |
| Blanco    | C - Carrera cancelada                                                   |
| Sin color | DNP - Inscrito pero no participó                                        |
| Sin color | INJ - Lesionado                                                         |
| Sin color | EX - Excluido                                                           |
| Estado    | Resultado                                                               |
| Negrita   | Pole position                                                           |
| Cursiva   | Vuelta rápida                                                           |
| †         | Abandona, pero clasifica al completar el porcentaje requerido para ello |